# عليآباد (مقاطعة فسا)
عليآباد (بالفارسية: علی‌آباد) هي منطقة سكنية تقع في Jangal Rural District في منطقة جانغال الريفية ، في المنطقة الوسطى من مقاطعة فاسا ، مقاطعة فارس إيران. يقدر عدد سكانها بـ 281 نسمة .